# Двенадцать стульев (фильм, 1970)
«Двенадцать стульев» (англ. The Twelve Chairs) — комедийный кинофильм-буффонада Мела Брукса. Экранизация одноимённого романа И. Ильфа и Е. Петрова. Съёмки велись в Югославии и Финляндии.

## Сюжет
Действие происходит в русском уездном городе. Бывший дворянин, а после революции — канцелярская крыса Ипполит Матвеевич Воробьянинов узнаёт от своей умирающей тёщи тайну её дореволюционных бриллиантов, спрятанных в один из двенадцати стульев мебельного гарнитура. Обладателем этого секрета становится и местный священник, отец Фёдор, пришедший к Клавдии Ивановне, чтобы её исповедать. Священник и дворянин бросаются на поиски мебели с драгоценностями.
Ипполит Матвеевич кооперируется с бродячим шарлатаном Остапом Бендером, судя по костюму — бывшим гусаром. В Старгороде, где находились стулья, они останавливаются у дворника Тихона. Дворник занимается тем, что сидит в чистой одежде с новой метлой, мечтает о возвращении царской власти и вспоминает, как ловко он прислуживал Ипполиту Матвеевичу и получал за это пятаки. От Тихона компаньоны узнают о том, что в Доме престарелых (бывшем имении Воробьянинова) остался лишь один стул. Его разрывают на кусочки Ипполит Матвеевич и отец Фёдор, выкупивший стул в Старсобесе. Судьбу остальной мебели Бендер узнаёт в жилотделе, где заодно, представившись служащим, впихивает отцу Фёдору ордера на мебель генерала Полякова.
Мебель Воробьянинова оказывается в Музее мебели, в Москве, но прямо из-под носа затаившихся на ночь в Музее компаньонов семь стульев продают в театр «Колумб». Выпотрошив четыре оставшихся в Музее стула и ничего там не найдя, а также упустив мужчину, унёсшего один из стульев в неизвестном направлении, Бендер и Воробьянинов отправляются вместе с театром на гастроли (Ипполита Матвеевича выдают за актёра). До спектакля сообщникам удаётся распотрошить всего лишь один из имеющихся в театре стульев, после чего приходится выйти на сцену. Опозорившихся компаньонов снимают с парохода, и их путь лежит в Ялту, куда отправился на гастроли театр. Там им удаётся договориться с работником театра Савицким, который за 20 рублей выносит им ещё два стула. Деньги на стулья зарабатывают эпилептическим представлением возле памятника Фёдору Достоевскому. Третий стул из театра к тому моменту оказывается проданным финскому канатоходцу, работающему на ярмарке за городом. При виде стула в руках канатоходца у Ипполита Матвеевича открывается дар балансировки на канате, и на глазах у зрителей он отбирает стул у артиста.
Пущенный по ложному следу за гарнитуром без бриллиантов, отец Фёдор съездит в Иркутск, в заснеженную, полную двухметровых сугробов Сибирь, где попытается выкупить стулья у инженера Брунса. Потерпев неудачу, отправляется за инженером в Ялту, где ему удаётся-таки заполучить вожделенные стулья. Ничего не найдя в стульях, отец Фёдор сталкивается с главными героями, бегущими с добытым стулом из циркового шапито. Отец Фёдор отбирает стул у компаньонов, забирается по отвесной скале на вершину, потрошит стул, не находит драгоценностей, сходит с ума и наблюдает за тем, как Бендер и Воробьянинов отправляются в Москву за последним, двенадцатым стулом.
По прибытии в столицу Остап с Ипполитом Матвеевичем попадают на открытие Московского Клуба железнодорожных рабочих, где в шахматном зале стоит последний, двенадцатый стул. Предварительно открыв оконную задвижку, компаньоны возвращаются в клуб ночью. Там они и узнают историю о том, как нашли драгоценности в стуле и на них построили этот самый клуб.
Замёрзшие и разочаровавшиеся компаньоны в центре города возвращаются к номеру, рассуждая «как жить дальше». Остап говорит Воробьянинову, что им надо разойтись, их ищет милиция и в кармане всего 3 копейки. Когда Остап уходит, Воробьянинов начинает изображать эпилептический припадок. Это видит Остап и говорит, что эта болезнь поразила великого Фёдора Достоевского. Столпившиеся граждане начинают подкидывать рубли.

## В ролях
- Рон Муди — Ипполит Матвеевич Воробьянинов
- Фрэнк Ланджелла — Остап Бендер
- Дом ДеЛуиз — Отец Фёдор
- Мел Брукс — дворник Тихон
- Андреас Вутсинас — Николай Сестрин
- Влада Петрик — Савицкий
- Давид Ландер — инженер Брунс
- Диана Коупланд — мадам Брунс
- Элен Гарро — Клавдия Ивановна
- Бранка Веселинович — Наташа
- Петар Баничевич — сержант
- Александр Стойкович — капитан Скрябин

## Отличия от книги
Сюжет фильма значительно сокращён и местами изменён.
- В романе Остап Бендер добывает сведения о воробьяниновских стульях у архивариуса Коробейникова. К Коробейникову же приходит с той же целью и отец Фёдор. В фильме Бендер сам проникает в архив, открыв отмычкой дверь, и сам берёт ордера, по которым раздавали мебель. А когда в архив почти в то же время приходит отец Фёдор, Бендер, прикинувшись архивариусом, сам выдаёт ему ордер на «пустые» стулья.
- В романе Бендер и Воробьянинов, не сумев выкупить стулья на аукционе, добывают их чуть ли не поодиночке, разъезжая по всей стране. В фильме же 7 из 11 стульев забирает себе передвижной театр, а четыре оставшихся стула компаньоны сразу обыскивают. Собственно, этим отступлением от оригинала объясняется отсутствие в фильме целого ряда персонажей: мадам Грицацуевой, поэта Ляписа-Трубецкого, Эллочки Щукиной и её мужа, редакторов газеты «Станок», васюкинских шахматистов.
- В романе отец Фёдор нашёл инженера Брунса только в Батуми, объехав почти полстраны, и после каждой неудачной поездки писал своей жене Катерине телеграмму с просьбой выслать денег. В фильме жена отца Фёдора никак не упомянута, а сам отец Фёдор находит Брунса по первому же адресу, но получает отпор.
- В романе Ипполит Матвеевич наносит Бендеру удар в шею опасной бритвой в попытке убить его и в одиночку идёт в клуб, где узнаёт страшную новость, на этом роман заканчивается. В фильме же этого не происходит, и после провала своих поисков авантюристы продолжают вместе зарабатывать на жизнь мелким жульничеством.

## Факты
- Главной музыкальной темой фильма была песня «Hope For The Best — Expect The Worst», названная по русской пословице («Надейся на лучшее, жди худшего»), текст песни написал сам режиссёр Мел Брукс. Музыка написана Джоном Моррисом по мотивам 4 Венгерского танца композитора И. Брамса
- В фильме содержится пародийно-сатирическая деталь — намёк на эмиграцию Троцкого в конце 1920-х годов: на табличке с названием «Улица Маркса-Энгельса-Ленина и Троцкого» фамилия Троцкого перечёркнуто.
- В открывающих титрах появляется название фильма на русском. Оно написано с ошибкой: «Двенадцать Стчльев». Также в финале появляется надпись на русском: "Конец".
- В начале фильма герои говорят с сильным русским акцентом и иногда используют русские фразы и выражения, но затем постепенно переходят на правильный английский, как это принято по устоявшейся традиции Голливуда, если герои и история иностранного происхождения.

## Награды
- 1971 — Премия Национального совета кинокритиков США — лучший актёр второго плана (Фрэнк Ланджелла)
- 1971 — Мел Брукс номинирован на награду Американского союза писателей за лучшую комедию, преобразованную из другого формата